# Ghẹ lông
Ghẹ lông, tên khoa học Portunus hastatoides, là một loài ghẹ thuộc họ Portunidae. Chúng được Fabricius công bố mô tả lần đầu tiên vào năm 1798.